# 본초 (후한)
본초(本初)는 중국 후한(後漢) 질제(質帝)의 연호이다. 146년 한해 동안 사용하였다. 윤6월에 질제의 뒤를 이어 즉위한 환제(桓帝)가 남은 7개월 동안 이어서 사용하였으며, 147년에 개원하였다.

## 개원
본초(本初) 원년 1월 1일(146년 1월 30일)에 연호를 본초(本初)로 개원함.

## 연대대조표
| 본초                | 원년       |
| 서력                | 146년      |
| 육십간지 (六十干支) | 병술(丙戌) |

## 같이 보기
- 중국의 연호